# Халеш (Бузау)
Халеш (рум. Haleș) насеље је у Румунији у округу Бузау у општини Тисау. Oпштина се налази на надморској висини од 215 m.

## Становништво
Према подацима из 2002. године у насељу је живело 666 становника, од којих су сви румунске националности.